# Anđelko Đuričić
Anđelko Đuričić (serbisch-kyrillisch Анђелко Ђуричић; * 21. November 1980 in Pančevo, SFR Jugoslawien) ist ein serbischer Fußballtorhüter, der für den portugiesischen Klub União Leiria spielt.

## Karriere
Đuričićs Profikarriere begann im Jahr 2000 in seiner Heimatstadt bei Dinamo Pančevo. Für den Klub absolvierte er 67 Spiele, bevor er zu Hajduk Kula in die höchste serbische Spielklasse wechselte. Der 1,94 Meter große Torhüter stand sieben Jahre für die Hajduci zwischen den Pfosten, bis er sich 2009 dem portugiesischen Klub União Leiria anschloss. Trotz starker Konkurrenz durch Helder Godinho und Michael Domingues konnte sich Đuričić als Stammtorhüter etablieren. Die Saison 2009/10 schloss das Team mit einem Platz im Mittelfeld ab.
Đuričić wurde am 12. Mai 2010 als einer von vier Torhütern vom Trainer Radomir Antić in den erweiterten Kader der serbischen Fußballnationalmannschaft für die Teilnahme an der Weltmeisterschaft 2010 in Südafrika berufen. Der Schlussmann, der kurzzeitig seinen serbischen Pass abgegeben hatte, um die ukrainische Staatsangehörigkeit anzunehmen, kam kurze Zeit später in einem Freundschaftsspiel gegen Neuseeland erstmals in der A-Nationalmannschaft zum Einsatz. Der 29-jährige Torhüter zeigte bei der 0:1-Niederlage mehrere fantastische Paraden, so dass ihn Nationaltrainer Radomir Antić als dritten Torhüter für Südafrika nominierte. Dort kam er erwartungsgemäß zu keinem Einsatz.